# 針葉樹 (野口五郎の曲)
「針葉樹」（しんようじゅ）は、野口五郎の楽曲で21枚目のシングル。1976年9月10日に発売された。発売元はポリドール。

## 概要
この曲で1976年末の『第27回NHK紅白歌合戦』に、5年連続5回目の出場を果たした。

## 収録曲
- 全曲作詞：麻生香太郎／作曲・編曲：筒美京平

1. 針葉樹
2. 火の鳥

## 収録アルバム
- GOLDEN☆BEST 野口五郎